# 크티메네
크티메네(Ctimene)는 그리스 신화에 등장하는 인물로 오디세우스의 누이동생이다. 케팔레니아인들의 수장인 라에르테스가 안티클레이아와 결합하여 낳은 딸이다. 안티클레이아는 자신의 딸 크티메네를 시리아에서 유괴되어 노예로 팔려온 에우마이오스와 함께 키웠으며 똑같이 사랑하며 아껴주었다. 크티메네 역시 어머니 안티클레이아를 닮아 성정이 매우 착했다고 한다. 아름답게 성장한 크티메네는 성대한 결혼 예물을 받고 사메의 에우릴로코스와 결혼했다. 하지만 그녀의 남편인 에우릴로코스는 오디세우스와 함께 트로이 전쟁에 참전했다가 고향으로 돌아오던 길에 그만 죽고 말았다.